# 纳萨尔苏瓦克
纳萨尔苏瓦克（直译：「大平原」，旧式拼法为），是格陵蘭南部库亚莱克市镇的一個聚落，总人口158人（2010年）。旅游业是一个主要的产业，对纳萨尔苏瓦克的经济非常重要。纳萨尔苏瓦克机场是仅有的两个在格陵兰岛的国际机场之一。